# Jorge Lima Barreto
Fernando Jorge Ponte Lima Barreto, mais conhecido como Jorge Lima Barreto (Vinhais, 26 de Dezembro de 1947 - Lisboa, 9 de Julho de 2011), foi um músico, escritor, conferencista, improvisador (piano, polinstrumentismo acústico e electrónico), musicólogo e professor assistente das cadeiras de Introdução às Ciências Humanas, Crítica da Cultura  e Estética, na Faculdade de Letras do Porto e da Escola Superior de Belas Artes do Porto (1974-1978).
Filho de Luís Augusto Setas Lima Barreto (1924-2020), médico, e de Corina Júlia Rodrigues Ponte (1924-2001); irmão de Luís da Ponte de Lima Barreto (1943), professor e actor.
Fundador: dos Anar Band (1969), que teve a participação de Rui Reininho; da Associação de Música Conceptual com Carlos Zíngaro (1973); dos Telectu (1981) com Vitor Rua, estes com uma vasta discografia; e do duo Zul zelub, com Jonas Runa (2007). Colaborou entre outros com:  Elliot Sharp, Chris Cutler, Sunny Murray, Jac Berrocal, Louis Sclavis, Daniel Kientzy, Giancarlo Schiaffini, Evan Parker, Gerry Hemingway, Paul Lytton, Eddie Prévost.
Licenciado em História em 1973 pela Faculdade de Letras da Universidade do Porto. Doutorado em 1993 pela Universidade Nova de Lisboa, com a tese “Música & Mass Media”, e em 2010 com a tese "Estética da Comunicação Musical - a Improvisação".
Realizou também música para teatro, dança, pintura, poesia, vídeo-arte, performance, multimédia e cinema.
Faleceu aos 63 anos, vítima de pneumonia.